# Cypr na Mistrzostwach Świata w Lekkoatletyce 2013
Cypr na Mistrzostwach Świata w Lekkoatletyce 2013 – reprezentacja Cypru podczas czempionatu w Moskwie liczyła 2 zawodników.

## Występy reprezentantów Cypru

### Mężczyźni
| Konkurencja  | Zawodnik          | Eliminacja | Eliminacja | Finał    | Finał   |
| Konkurencja  | Zawodnik          | Rezultat   | Pozycja    | Rezultat | Pozycja |
| ------------ | ----------------- | ---------- | ---------- | -------- | ------- |
| Rzut dyskiem | Apostolos Parelis | 59,84      | 19.        | NQ       | NQ      |

### Kobiety
| Konkurencja   | Zawodnik       | Runda 1  | Runda 1 | Półfinał | Półfinał | Finał    | Finał   |
| Konkurencja   | Zawodnik       | Rezultat | Pozycja | Rezultat | Pozycja  | Rezultat | Pozycja |
| ------------- | -------------- | -------- | ------- | -------- | -------- | -------- | ------- |
| Bieg na 200 m | Eleni Artimata | 24,07    | 42.     | NQ       | NQ       | NQ       | NQ      |